# Diradius chiapae
Diradius chiapae is een insectensoort uit de familie Teratembiidae, die tot de orde webspinners (Embioptera) behoort. De soort komt voor in Mexico (Chiapas).
Diradius chiapae is voor het eerst wetenschappelijk beschreven door Ross in 1944.